# What a Way to Go!
What a Way to Go! és una pel·lícula estatunidenca del 1964 dirigida per J. Lee Thompson. És protagonitzada per Shirley MacLaine, Paul Newman, Robert Mitchum, Dean Martin, Gene Kelly, Robert Cummings i Dick Van Dyke en els papers principals.
Guardonada amb el premi Silver Sail del Festival Internacional de Cinema de Locarno 1964 al millor actor (Gene Kelly).

## Argument
Comèdia negra a l'entorn d'una rica vídua, Louisa Foster (Shirley McLaine) que, després d'haver perdut prematurament els seus quatre marits, dóna una quantitat milionària a obres de caritat. Les autoritats d'Impostos pensen que ha perdut la raó i l'envien a un psiquiatre.

## Repartiment
- Shirley MacLaine... Louisa May Foster
- Paul Newman... Larry Flint
- Robert Mitchum... Rod Anderson, Jr.
- Dean Martin... Leonard 'Lennie' Crawley
- Gene Kelly... Pinky Benson
- Robert Cummings... Dr. Victor Stephanson
- Dick Van Dyke... Edgar Hopper
- Margaret Dumont... Senyora Foster
- Anton Arnold... Senyor Foster
- Lou Nova... Trentino
- Fifi D'Orsay... Baronessa

## Nominacions[calcitació]
- Shirley MacLaine va ser candidata al premi BAFTA a la millor actriu estrangera.
- Paul Newman va ser candidat al premi Golden Llorer al millor actor.
- Ted Haworth, Stuart A. Reiss, Walter M. Scott i Jack Martin Smith van ser candidats al premi Oscar a la millor direcció artística.
- Edith Head i Moss Mabry van ser candidats al premi Oscar al millor vestuari, en color.
- Marjorie Fowler va ser candidata al premi Eddie que concedeix la societat de muntadors dels Estats Units American Cinema Editors (ACE).

## Comentaris[calcitació]
Va ser una pel·lícula pensada per a Marilyn Monroe en el paper principal. L'actriu anava a trobar-se en un mateix film amb els galants més cobejats de l'època: Paul Newman, Robert Mitchum, Dean Martin, Gene Kelly, Robert Cummings i Dick Van Dyke. El 1962 va morir Marilyn; no obstant això, el projecte va sobreviure i el paper que havia estat pensat per a Marilyn va acabar recaient en Shirley MacLaine.